# Amphoe Mueang Nonthaburi
Amphoe Mueang Nonthaburi (Thais alfabet: thai nameเมืองนนทบุรี) is het hoofdstedelijk district van de provincie Nonthaburi in Thailand, de hoofdstad van de provincie de stad Nonthaburi ligt in dit district.
Dit district is op zijn beurt weer onderverdeeld in 10 tambon (gemeentes), te weten:

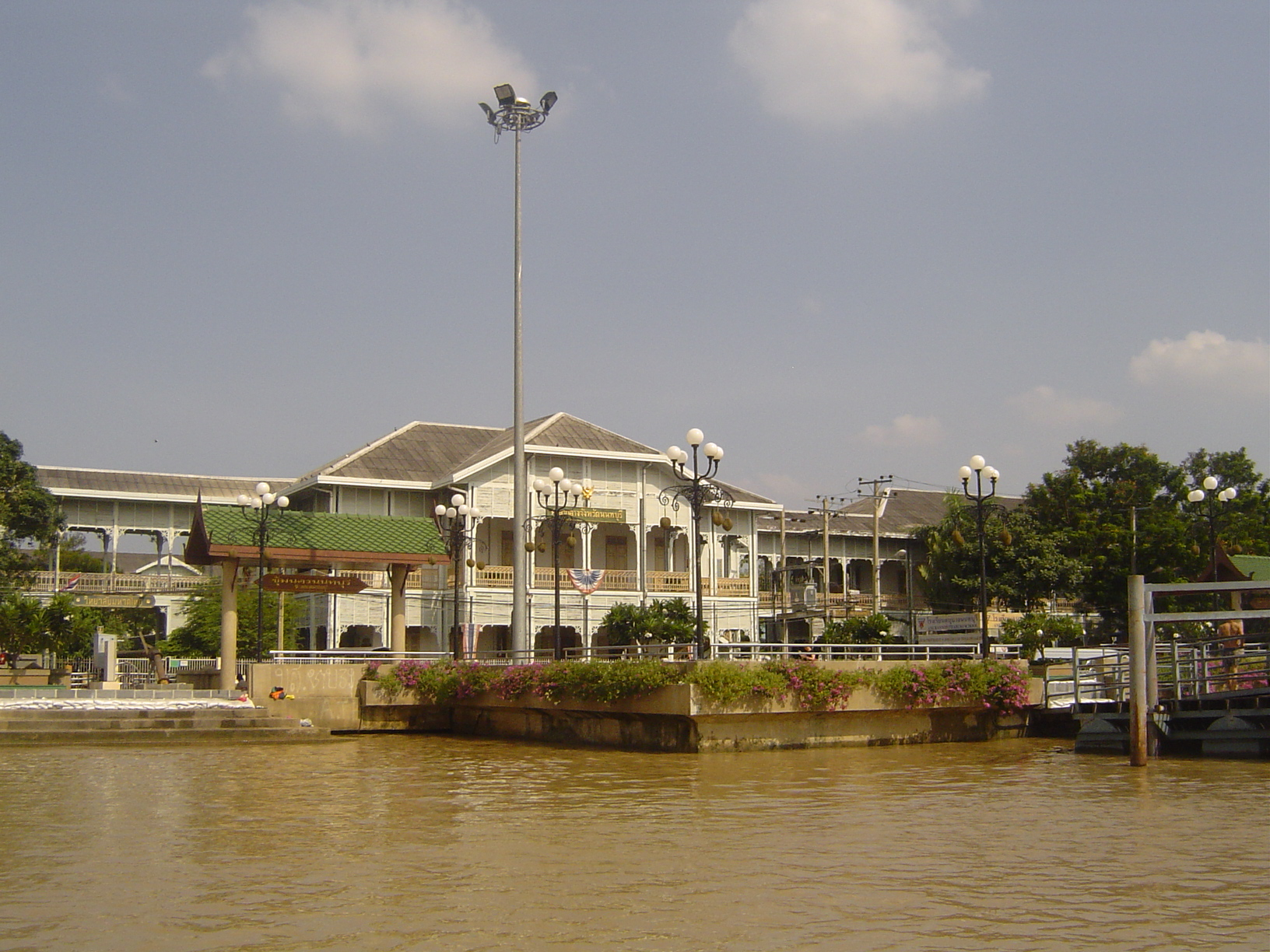
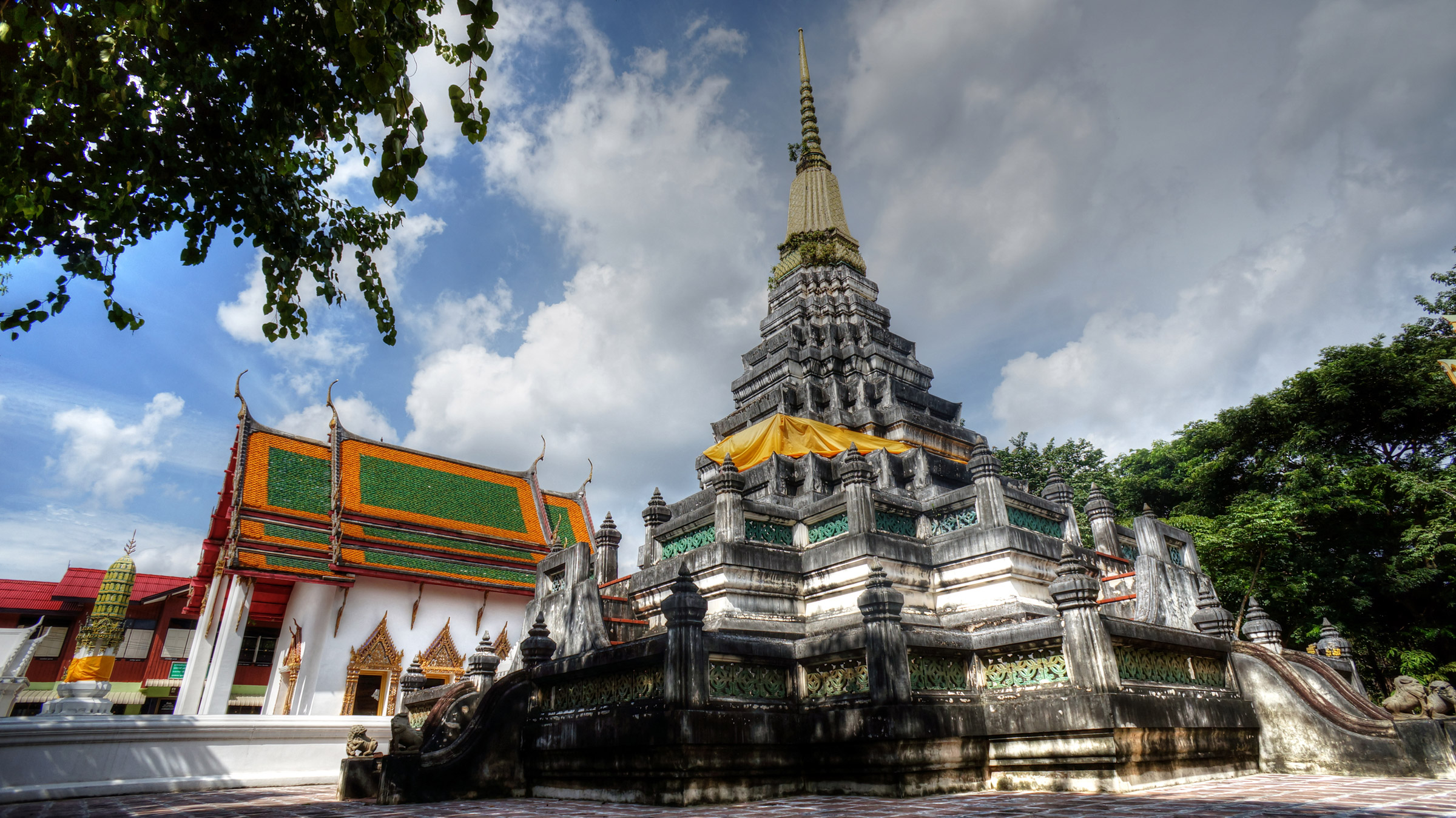
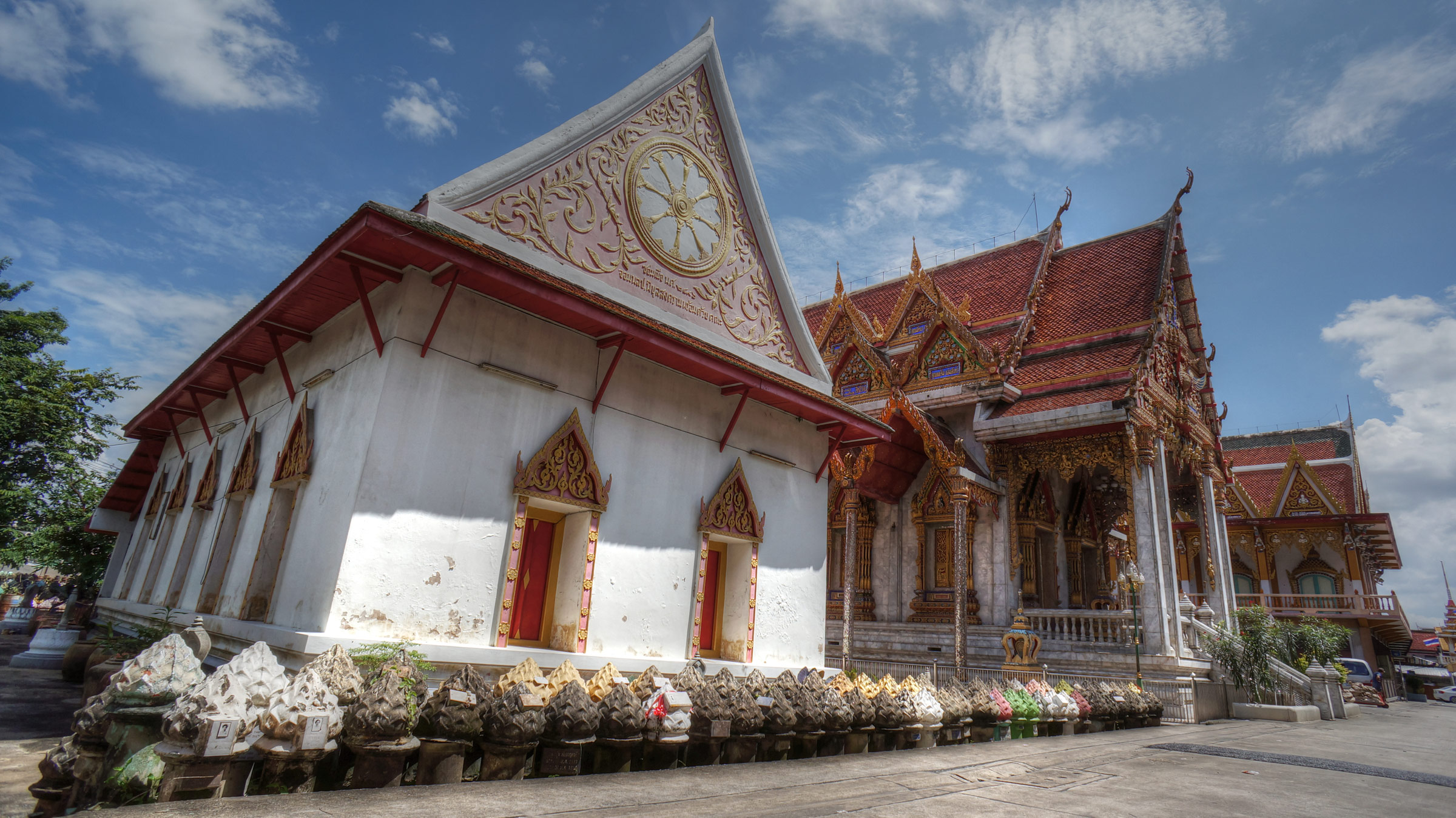
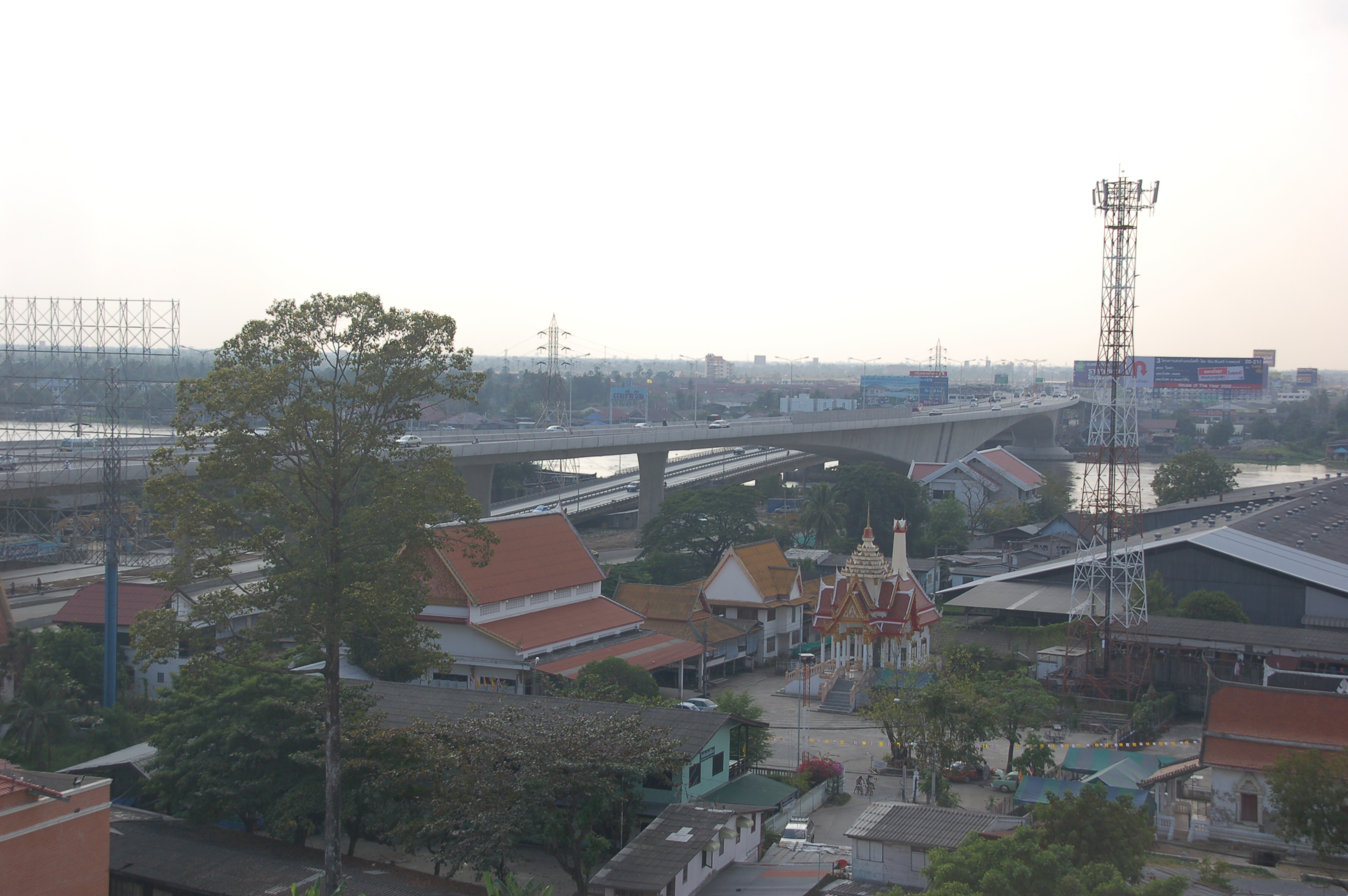

1. Suan Yai
2. Talat Khwan
3. Bang Khen
4. Bang Kra So
5. Ta Sai
6. Bang Phai
7. Bang Simueang
8. Bang Krang
9. Sai Ma
10. Bang Rak Noi